# 佐藤勝彦 (物理学者)
佐藤 勝彦（さとう かつひこ、1945年8月30日 - ）は、日本の宇宙物理学者。専門は宇宙論。インフレーション宇宙論の提唱者として知られる。東京大学名誉教授、大学共同利用機関法人自然科学研究機構長、明星大学理工学部客員教授。日本学士院会員。2017年お茶の水女子大学学長特別招聘教授。
香川県坂出市出身。京都大学理学部物理学科および大学院理学研究科物理学第2専攻天体核物理学研究室で林忠四郎に師事した。

## 略歴
- 1945年：香川県綾歌郡川津村生まれ
- 1961年：香川大学教育学部附属坂出中学校卒業[5][6]
- 1964年：香川県立丸亀高等学校卒業[5][6]
- 1968年：京都大学理学部物理学科卒業[5][6]
- 1973年：京都大学大学院理学研究科物理学専攻博士課程を単位取得退学。日本学術振興会奨励研究員。
- 1974年：同博士課程修了、理学博士の学位を取得。
- 1977年：京都大学理学部助手
- 1979年：デンマークの北欧理論物理学研究所 (NORDITA) の客員教授となる（ - 1980年）。
- 1982年：東京大学理学部物理学科助教授
- 1988年：国際天文学連合 (IAU) 第47委員会（宇宙論）委員長（ - 1991年）
- 1989年：井上学術賞受賞
- 1990年：東京大学理学部教授、仁科記念賞受賞
- 1997年：日本物理学会会長（～1998年）
- 1999年：東京大学ビッグバン宇宙国際研究センター長（ - 2001年3月、2003年4月 - 2007年3月）
- 2002年：紫綬褒章受章。東京大学理学部長、理学系研究科長
- 2003年：21世紀COEプログラム「極限量子系とその対称性」拠点リーダー（ - 2008年）
- 2005年：日本物理学会会長（ - 2006年）
- 2007年：東京大学数物連携宇宙研究機構主任研究員（併任）
- 2009年：東京大学を定年退職、名誉教授の称号を受ける。東京大学数物連携宇宙研究機構主任研究員兼特任教授（ - 2010年）。明星大学理工学部物理学科客員教授（ - 2010年）。
- 2010年：大学共同利用機関法人自然科学研究機構機構長、明星大学理工学部総合理工学科物理学系客員教授（改組）、日本学士院賞受賞[7]
- 2013年：文部科学省科学技術・学術審議会学術分科会長代理[8]、日本学士院会員[9]
- 2014年：文化功労者[10]
- 2015年：文部科学省科学技術・学術審議会学術分科会長[11]
- 2017年：日本学術振興会学術システム研究センター長
- 2018年：瑞宝重光章受章[12]

## 業績
- 京都大学大学院在学中より、師である林忠四郎の勧めに従い、超新星に関する研究を行ってきた。とりわけ超新星におけるニュートリノの影響に関する研究を行った。
- 1981年にアラン・グースとほぼ同時期に、インフレーション宇宙論を提唱した。この理論の最初の論文投稿者は佐藤であるが[13][14]、グースは1980年1月に佐藤と同様のインフレーションモデルをスタンフォード大学のセミナーで発表している[15]。また、アレクセイ・スタロビンスキーも1979年に同様のモデルについてのアイデアを示し[16]、1980年に論文を発表している[17]。
- 主として、理論物理学の標準理論の研究を天文学分野に応用した研究を推進してきた。

## 指数関数的膨張モデル
日本側の見解の一例
インフレーション宇宙論に関しては、たとえばJAXA宇宙情報センターは次のように記述している。「佐藤勝彦がインフレーション理論を発表したのは1981年である。佐藤とほぼ同時期にアラン・ハーヴェイ・グースも同じくインフレーション理論を発表しているが、論文の発表は佐藤のほうが先である」。

指数関数的膨張モデルとインフレーション
ただし、事実関係として優先順位を知りたいというなら以下のいくつかの文章が助けになるであろう。「インフレーション」という用語を初めて使用したのはA.グースである。佐藤は初め「指数関数的膨張モデル」という用語を用いていた。「私は当初、このモデルを『指数関数的膨張モデル』と呼びました。しかし、私の半年後に同様のモデルを発表したアメリカの宇宙物理学者グースが『インフレーション宇宙モデル』という巧みな名前をつけました。そのために現在ではインフレーション理論という名前で呼ばれています」。

## 人物
京都大学大学院時代において、無給の助手として4年間に渡り研究を行う。博士号取得は「超新星爆発におけるニュートリノによるエネルギー輸送」に関する研究の論文による。博士号授与後、精密な計算手法を確立。何編もの論文を書き、これによって京都大学助手に就任した。その後、助手時代に書いた論文が認められ、北欧理論物理学研究所に赴任。ここで、一般相対性理論と量子力学の融合の研究を行う。この時に提唱したのが、現在は「インフレーション宇宙論」として知られる論文である。帰国後、京都大学から東京大学に移り理学系研究科にて研究を行う。
「初期宇宙の探求」では、マグナム望遠鏡や富士山頂サブミリ波望遠鏡などの建設に際して調印などの式典に参加。「極限対称系」では、超弦理論や超対称性理論の研究を行う研究者の招請などを行う。また自然科学研究機構の機構長として、アルマ望遠鏡の国際共同運用についての署名を行った。現在は、学内では数物連携宇宙研究機構において、主任研究員を兼務している。主な研究テーマは数学から物理学へのアプローチなど。
2002年10月8日、佐藤はスウェーデン王立科学アカデミーから小柴研究室に小柴昌俊東大教授が今年のノーベル物理学賞を受賞したことを知らせる電話を受けた最初の人物だった。 佐藤と戸塚洋二はその夜の小柴の記者会見に一緒に出席することにした。 佐藤は記者会見で小柴の左側に座った。

## その他
- 一般相対性理論における佐藤・富松解の業績で知られる佐藤文隆（現：甲南大学教授）と惑星科学者の中澤清（現・東京工業大学名誉教授）はともに天体核研究室の先輩で林忠四郎門下の兄弟子に当たり[2][4]、特に中澤は坂出市出身で佐藤と同郷に当たる。
- 佐藤の弟子には須藤靖[4]、横山順一[4]、長瀧重博、戸谷友則[3]らがいる。特に戸谷は東大大学院での佐藤の指導学生である[3]。

## 著書

### 単著
- 新しい宇宙の探究（岩波書店 1990年）
- ビッグバン理論からインフレーション宇宙へ（徳間書店 1991年）
- 壷の中の宇宙（二見書房 1991年）
- 宇宙はわれわれの宇宙だけではなかった（同文書院 1991年）
- 現代の宇宙像・宇宙はいかに誕生したか？（培風館 1991年）
- 相対性理論（岩波書店 1996年）
- 宇宙96%の謎 最新宇宙学が描く宇宙の本当の姿（実業之日本社 2003年）
- 図解 相対性理論がみるみるわかる本 （PHP研究所 2003年）
- アインシュタインの考えた宇宙 進化する相対性理論と最新宇宙学（実業之日本社 2005年）[注 1]
- 宇宙論入門－誕生から未来へ（岩波書店 2008年）
- 眠れなくなる宇宙のはなし（宝島社 2008年）
- アインシュタインの宇宙 最新宇宙学と謎の「宇宙項」（角川学芸出版 2009年）
- インフレーション宇宙論―ビッグバンの前に何が起こったのか （ブルーバックス 2010年）
- ますます眠れなくなる宇宙のはなし～「地球外生命」は存在するのか （宝島社 2011年）
- 気が遠くなる未来の宇宙のはなし（宝島社 2013年）
- 宇宙は無数にあるのか （集英社 2013年）

### 共著
- 気の遠くなる宇宙論（しりあがり寿との共著 メディアファクトリー 1994年）

### 訳書
- ホーキングの最新宇宙論（スティーヴン・ホーキング著 日本放送出版協会 1990年）
- 時間順序保護仮説（スティーヴン・ホーキング著 NTT出版 1991年）
- 創造の種（スティーヴン・ホーキング著 NTT出版 1995年）

### 監修書
- マンガ宇宙論入門
- マンガ難解宇宙論入門（二見書房）
- 天才バカボンパパ最新宇宙論探検（同文書院 1991年）
- 「相対性理論」を楽しむ本（PHP研究所 1998年12月）ISBN 4569572162
- 最新素粒子論（ナツメ社 1997年）
- 最新宇宙論と天文学を楽しむ本（PHP研究所 1999年11月）ISBN 4569572995
- 「量子論」を楽しむ本（PHP研究所 2000年4月）ISBN 4569573908
- 最新量子論（ナツメ社 2000年）
- 大宇宙・七つの不思議（PHP研究所 2005年4月）ISBN 4569663664
- 宇宙論I 第2版: 宇宙のはじまり (シリーズ現代の天文学第2巻)（日本評論社 2012年6月）ISBN 4535607397
- Newton別冊『ゼロからわかる相対性理論』（ニュートンプレス 2019年1月）ISBN 978-4315521436

## テレビ出演番組
- NHK「アインシュタインロマン」(第4回「時空 悪魔の方程式」1991年10月27日)
- NHK「爆笑問題のニッポンの教養」
- NHK「100分de名著」(2012年11月)
- NHK「サイエンスZERO」(2014年)
- NHK「SWITCHインタビュー 達人達 "千住博×佐藤勝彦"」（2021年2月4日）[24]